# Бејзин (Канзас)
Бејзин (енгл. Bazine) град је у америчкој савезној држави Канзас.

## Демографија
По попису из 2010. године број становника је 334, што је 23 (7,4%) становника више него 2000. године.
| Група             | 2000.       | 2010.       |
| Белци             | 300 (96,5%) | 242 (72,5%) |
| Афроамериканци    | 0 (0,0%)    | 0 (0,0%)    |
| Азијати           | 0 (0,0%)    | 0 (0,0%)    |
| Хиспаноамериканци | 4 (1,3%)    | 86 (25,7%)  |
| Укупно            | 311         | 334         |